# Saurat (rivière)
Pour les articles homonymes, voir Saurat (homonymie).
Le Saurat est une rivière du sud de la France, en région Occitanie, dans le département de l'Ariège et un affluent gauche de l'Ariège, donc un sous-affluent du fleuve la Garonne.

## Géographie
De 15,6 km de longueur, le Saurat prend sa source dans les Pyrénées au Col de Port, à 1 230 m d'altitude, sur la commune de Saurat sous le nom de ruisseau de Coume ou ruisseau du Col de Port dans la forêt domaniale de Saurat, juste au sud de la forêt domaniale du Consulat de Foix.
Il coule globalement de l'ouest vers l'est, puis le Saurat se jette dans l'Ariège en rive gauche, à 463 m d'altitude  sur la commune d'Arignac.

### Communes et cantons traversés
Dans le seul département de l'Ariège, le Saurat traverse les trois communes suivantes de Saurat (source), Bédeilhac-et-Aynat, Arignac (confluence).
Soit en termes de cantons, le Saurat prend source et conflue dans le même canton du Sabarthès dans l'arrondissement de Foix.

### Bassin versant
Le Saurat traverse une seule zone hydrographique « L'Ariège du confluent de la Courbière au confluent de l'Arnave (incluse) » (O122) de 1 277 km2 de superficie. Ce bassin versant est constitué à 94,10 % de « forêts et milieux semi-naturels », à 4,55 % de « territoires agricoles », à 0,95 % de « territoires artificialisés », à 0,39 % de « surfaces en eau ».

### Organisme gestionnaire
L'organisme gestionnaire est le SMAHVAV ou Syndicat Mixte d'Aménagement Haute Vallée de l'Ariège et du Vicdessos

## Affluents
Le Saurat a onze affluents contributeurs et un bras :
- le ruisseau du Bazercal (rd[note 1]), 2,3 km sur la seule commune de Saurat avec un affluent :
  - la Goutte de Roque Noire[note 2] (rd) 1,5 km sur la seule commune de Saurat.
  - Géoportail ajoute le ruisseau de la Goutte de Balay (rd),
- la Goute de Cousteilles (rg), 1,5 km sur la seule commune de Saurat.
- la Goute du Pergat (rg), 1,4 km sur la seule commune de Saurat.
- ?[note 2] (rg), 1,9 km sur la seule commune de Saurat et venant du col des Boutches.
- le ruisseau des Taussos[note 2] (rg), 1,6 km sur la seule commune de Saurat.
- le ruisseau de Loumet (rd), 5,6 km sur la seule commune de Saurat et prenant source entre le Pic de la Journalade 1 945 m et le Cap de la Dosse 1 948 m, avec deux affluents:
  -  ? (rd), 1,1 km sur la seule commune de Saurat.
  -  ? (rd), 2,3 km sur la seule commune de Saurat.
- le ruisseau de la Ruzole (rd), 2,3 km sur la seule commune de Saurat.
- le ruisseau de Cabus (rg), 1,2 km sur la seule commune de Saurat.
- le ruisseau de Bernaux et de Mellés (rd), 2,6 km sur la seule commune de Saurat.
- le ruisseau de Bénans (rd), 2,5 km sur la seule commune de Saurat avec un affluent :
  - le ruisseau de Picharel (rg), 1 km sur la seule commune de Saurat.
- un bras du Saurat, 0,2 km avant la station d'épuration de Saurat
- le ruisseau de l'Arse ou ruisseau de Galoch (rg), 4,4 km sur la seule commune de Saurat avec un élevage piscicole entre les lieux-dits la garde-le et Angriou et avec trois affluents :
  - le ruisseau de Lifer, 2,5 km sur la seule commune de Saurat.
  -  ? 2,9 km sur la seule commune de Saurat
  -  ? 1,2 km sur la seule commune de Saurat
- le ruisseau de la Coume (rg), 2,6 km sur la seule commune de Bédeilhac-et-Aynat.

### Rang de Strahler
Donc son rang de Strahler est de trois par le Bazercal, le Loumet, le Picharel ou l'Arse.

## Aménagement et écologie
Sur son cours on trouve les lieux-dits Ancienne Mine, Anciennes Mines, et le Moulin. D'autre part, on peut noter que l'eau arriva à Saurat, par les sources nombreuses sur la commune, plutôt que par le cours d'eau, en particulier par la source de Tragines
La restauration des berges du Saurat a été faite fin 2013 et courant 2014 par le SMAHVAV,.